# Salvatore Mancuso (cyclisme)
Salvatore Mancuso, né le 5 février 1986 à Milazzo dans la province de Messine en Sicile, est un coureur cycliste italien, professionnel en 2010 et 2012.

## Palmarès
- 2004
  - 2e du championnat d'Italie sur route juniors
- 2006
  - 3e de la Coppa San Geo
- 2007
  - Tour de la Bidassoa :
    - Classement général
    - 1re étape
- 2008
  - Milan-Busseto
  - 4e étape du Tour de la Bidassoa
  - 4e étape du Tour de la Vallée d'Aoste
  - 2e du Tour de la Bidassoa
- 2009
  - Gran Premio Capodarco
  - 3e de la Coppa San Geo
  - 3e du Giro delle Valli Cuneesi

## Classements mondiaux
| Année           | 2007 | 2008 | 2009 |
| --------------- | ---- | ---- | ---- |
| UCI Europe Tour | 800e | 488e | 286e |